# Гразулф I (Фриули)
Гразулф I (Grasulf; + 590 г.) е вероятно първият лангобардски херцог на Фриули от 581 до ок. 590 г.

## Произход
Той е брат на Албоин, първият лангобардския крал в Италия, и нана херцог Гизулф I, който е баща на Гизулф II (+ ок. 610 г.), херцог на Фриули от 591 г.